# Yisrael Kristal
Yisrael o Israel Kristal (nato Izrael Icek Kryształ; in ebraico: ישראל קרישטל; Maleniec, 15 settembre 1903 – Haifa, 11 agosto 2017) è stato un supercentenario e superstite dell'Olocausto polacco naturalizzato israeliano, vissuto 113 anni e 330 giorni.
Riconosciuto nel 2014 come il più anziano sopravvissuto vivente dell'Olocausto, il 18 gennaio 2016, alla morte del giapponese Yasutarō Koide, ereditò il titolo di decano maschile dell'umanità, che avrebbe retto sino alla propria morte, avvenuta un anno e mezzo dopo.
Nato nel 1903 nell'allora impero russo da una famiglia ebrea polacca estremamente religiosa, rimase osservante per tutta la vita. 
Esercitante l'arte della confettura, visse in giovane età la prima guerra mondiale e in età adulta la seconda; dopo essere sopravvissuto alla Shoah, emigrò in Israele.
Attualmente si trova all'undicesima posizione nella classifica degli uomini più longevi di sempre.

## Biografia

### Giovinezza

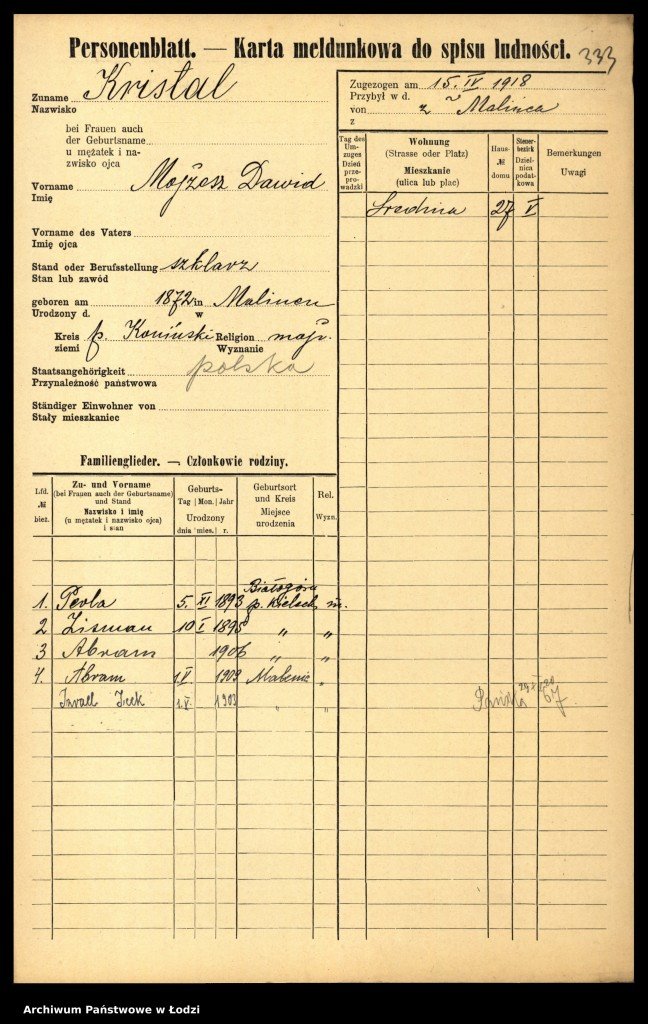
Documento del 1918 attestante il nome e la data di nascita di Izrael Icek Kryształ.

Yisrael nacque da Mojzesz Dawid Krysztal e Brucha Rojt il 15 settembre 1903 nel villaggio Maleniac, oggi nella municipalità di Ruda Maleniecka, nel Regno del Congresso, aggregato all'Impero russo in una famiglia ebrea molto religiosa. Suo padre ero uno studioso della Tōrāh, il quale lo educò alla vita in modo religioso; Yisrael sarebbe rimasto credente per tutta la vita. Frequentò un heder all'età di tre anni, dove studiò l'Ebraismo e la lingua ebraica. Imparò la Bibbia ebraica a quattro anni e la Mishnah a sei; in un'intervista del 2012, ricordò che suo padre lo svegliava alle cinque del mattino per accompagnarlo a scuola.
Sua madre, Brucha Rojt, morì nel 1910 (o nel 1913), quando Yisrael aveva sette (o dieci) anni. Dopo lo scoppio della prima guerra mondiale nel 1914, vide di persona l'imperatore austriaco Francesco Giuseppe d'Asburgo, in occasione del suo arrivo in Polonia. Suo padre, Mojzesz Dawid Krysztal, fu arruolato nell'esercito imperiale russo; successivamente fu fatto prigioniero e morì poco dopo la guerra.
Nel 1920, a 17 anni, si trasferì a Łódź. Dopo aver lavorato per un breve periodo nel settore della metallurgica, aprì un negozio di dolciumi insieme ad uno zio; successivamente divenne celebre a livello locale per la propria produzione. Sposò Chaja Feige Frucht nel 1928; avrebbero avuto 2 figli.

### Olocausto

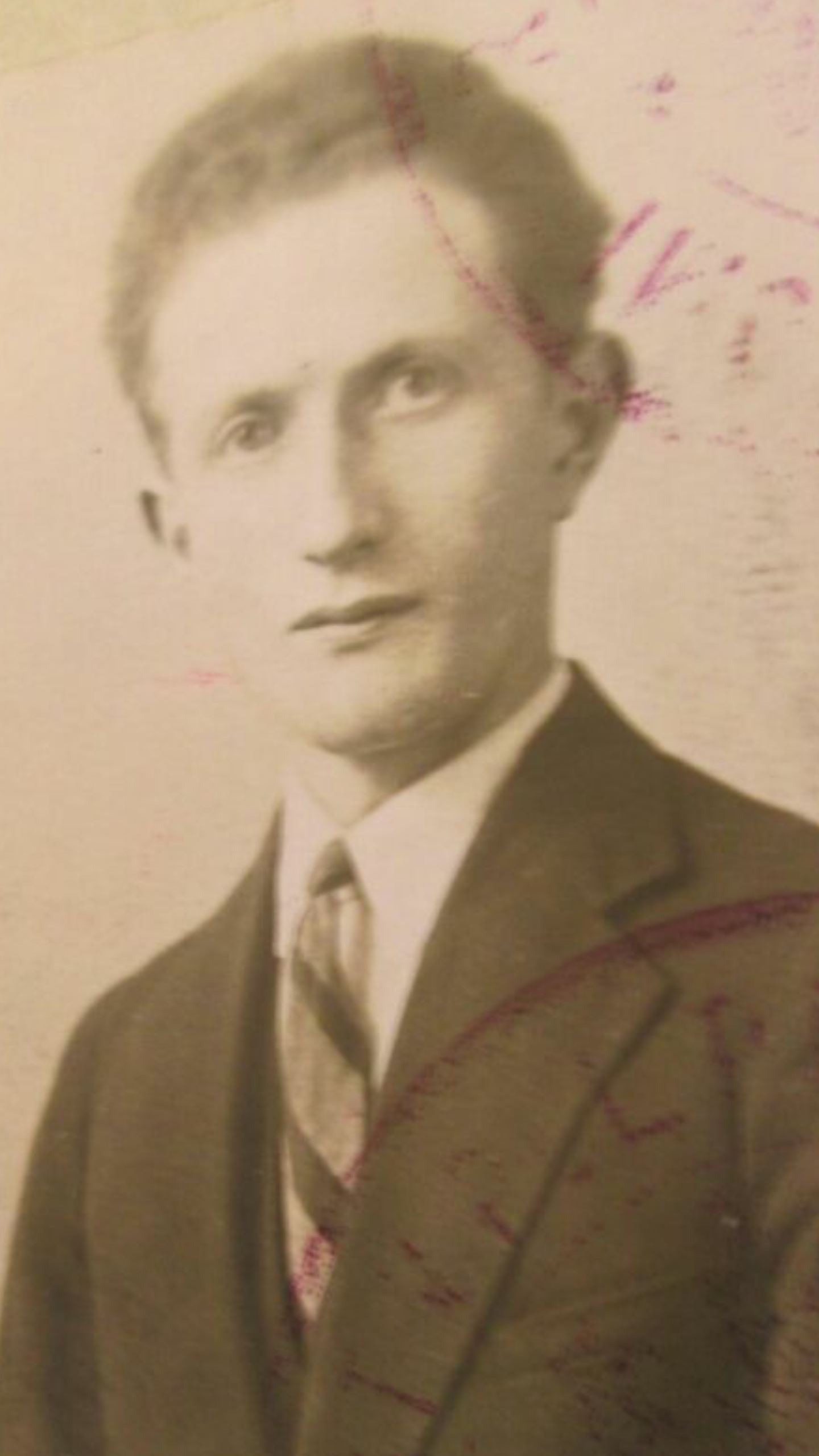
Yisrael Kristal nel 1931, all'età di 28 anni.

Nel 1940, dopo la conquista tedesca della Polonia, Yisrael continuò a svolgere la professione di confettiere, ottenendo apprezzamenti da parte della comunità del ghetto di Łódź, ed in particolare di Chaim Rumkowski, allora a capo dello Judenrat cittadino. I suoi due figli morirono nel ghetto, e poco dopo Kristal e sua moglie furono deportati nel campo di concentramento nazista di Auschwitz, dove quest'ultima trovò la morte nel 1944.
Quando l'Armata Rossa (Рабоче-крестьянская Красная армия; Armata Rossa degli Operai e dei Contadini) entrò ad Auschwitz liberandone i prigionieri, Yisrael pesava 37 chilogrammi. Portato in un ospedale, qui si riprese, mantenendosi realizzando dolci per l'esercito sovietico; successivamente fece ritorno a Łódź, dove ricostruì il proprio negozio, e, nel 1947, si risposò. Dalla sua seconda moglie Batsheva avrebbe avuto due figli: Chaim, venuto alla luce in Polonia, e Shula, nata in Israele.

### In Israele
Nel 1950 Yisrael e la sua famiglia emigrarono in Israele, navigando a bordo della nave Komemiyut e stabilendosi ad Haifa. Qui iniziò a lavorare in una fabbrica di dolciumi, venendo tenuto in alta considerazione visto le sue notevoli esperienze precedenti; più tardi iniziò a lavorare in autonomia, producendo le confetture e le caramelle nella propria abitazione e vendendole in un chiosco. Tra i suoi dolciumi se ne annoveravano al liquore, al cioccolato, alla marmellata di carruba e all'arancia. Più tardi, nel 1952, aprì un'azienda, in cui continuò a lavorare per 18 anni, quando la chiuse, nel 1970, poco prima di ritirarsi.
Kristal ha avuto 9 nipoti e numerosi "bisnipoti", dei quali però ha preferito non divulgare il numero per timore del "malocchio".
A seguito della morte della 110enne Alice Herz-Sommer, avvenuta il 23 febbraio 2014, Kristal venne riconosciuto come il più vecchio superstite della Shoah vivente (in realtà Yisrael era più anziano della pianista ceca di oltre due mesi). Il supercentenario israeliano divenne l'uomo vivente più longevo del mondo all'età di 112 anni e 125 giorni, il 18 gennaio 2016, alla morte del giapponese Yasutaro Koide.
L'11 marzo 2016 Kristal fu ufficialmente riconosciuto dal Guinness World Records come l'uomo vivente più anziano del mondo (la sua età fu confermata solo a seguito del rintracciamento di documenti in Polonia, in quanto quelli in possesso della famiglia non erano sufficienti ad accertare la sua data di nascita).
Non avendo potuto farlo nel 1916, a 13 anni, Yisrael celebrò il proprio bar mitzvah con un secolo di ritardo, nel settembre del 2016.
Il supercentenario morì nella sua casa ad Haifa l'11 agosto 2017, appena cinque settimane prima del suo 114º compleanno.

## Verifica dell'età
La validazione dell'età di Yisrael Kristal, svolta da Wacław Jan Kroczek e Robert Young, fu eseguita in un lungo lasso di tempo, dal maggio 2014 al febbraio 2016. Tale prolungamento fu causato dalle difficoltà nel rintracciamento dei documenti necessari, situati in Polonia. Il primo dei certificati ufficiali in cui compariva il nome di Yisrael era il documento di morte della madre, datato al dicembre 1913; qui, tuttavia, non compariva la sua data di nascita, accertata nel censimento del 1918.